# アカバネ
アカバネ（1990年 - ）は、日本のイラストレーター。神奈川県鎌倉市出身。

## 来歴
幼少期から絵を描くのが趣味で、美術教室に通っていた。横須賀学院高等学校を卒業後、日本工学院専門学校クリエイターズカレッジ マンガ・アニメーション科へ入学する。在学中はpixivのランキングで上位を取ることを目標に活動し、卒業後まもなく富士見ファンタジア文庫『噛みつけ! アンノちゃん。』の挿絵に起用された。
以降、主にライトノベルの挿絵やトレーディングカードゲーム（TCG）の原画で活動しており、仕事上から関わりを持ったTCGが自身の趣味ともなっている。特にタカラトミー『WIXOSS』では2014年の発売当初からカード原画を描くのみならず、大会のサイドイベントとして開催されるサイン会やトークショーを通じて積極的に協力している。
同人サークル「zebrasmise」ではイラスト集やオリジナルのカードスリーブ、プレイマットを作成・頒布している。

## 主な作品
- 画集『RAINBOW GIRL』（廣済堂出版、2017年） ISBN 978-4-331-90179-3

### イラスト
- 噛みつけ! アンノちゃん。（富士見ファンタジア文庫、小林がる著）
- 風とリュートの調べにのせて（桜ノ杜ぶんこ、健速著）
- いずも荘はいつも十月（オーバーラップ文庫、三門鉄狼著）
- 双星の捜査線 -さよならはバーボンで-（電撃文庫、亜空雉虎著）
- 図説 携帯少女（幻冬舎）
- 図説 小学校制服百科（幻冬舎コミックス、安田誠著）[6]
- 萌える!女神事典（ホビージャパン）
- 萌え萌えトレカ（エヌオーワンセブン）

### コンピュータゲーム
- ソングサマナー 歌われぬ戦士の旋律（スクウェア・エニックス）一部キャラクターデザイン・カラーイラスト
- ボーダーブレイク 疾風のガンフロント（セガ・インタラクティブ）一部キャラクターデザイン・カラーイラスト
- さくらソフト ゲーム背景CG

### トレーディングカードゲーム
- WIXOSS（タカラトミー）
- カードファイト!! ヴァンガード（ブシロード）
- アンジュ・ヴィエルジュ（KADOKAWA）
- バトルスピリッツ（バンダイ）
- OGクルセイド（バンダイ）
- Z/X（ブロッコリー）
- ファイアーエムブレム0（任天堂）

### バーチャルYouTuber
- 園原あいり（PinkPunkPro）
- 物述有栖（にじさんじ）2021年新衣装デザイン[7][8]、「回る空うさぎ」（Orangestar）カバー動画イラスト提供[9]